# Oniománie

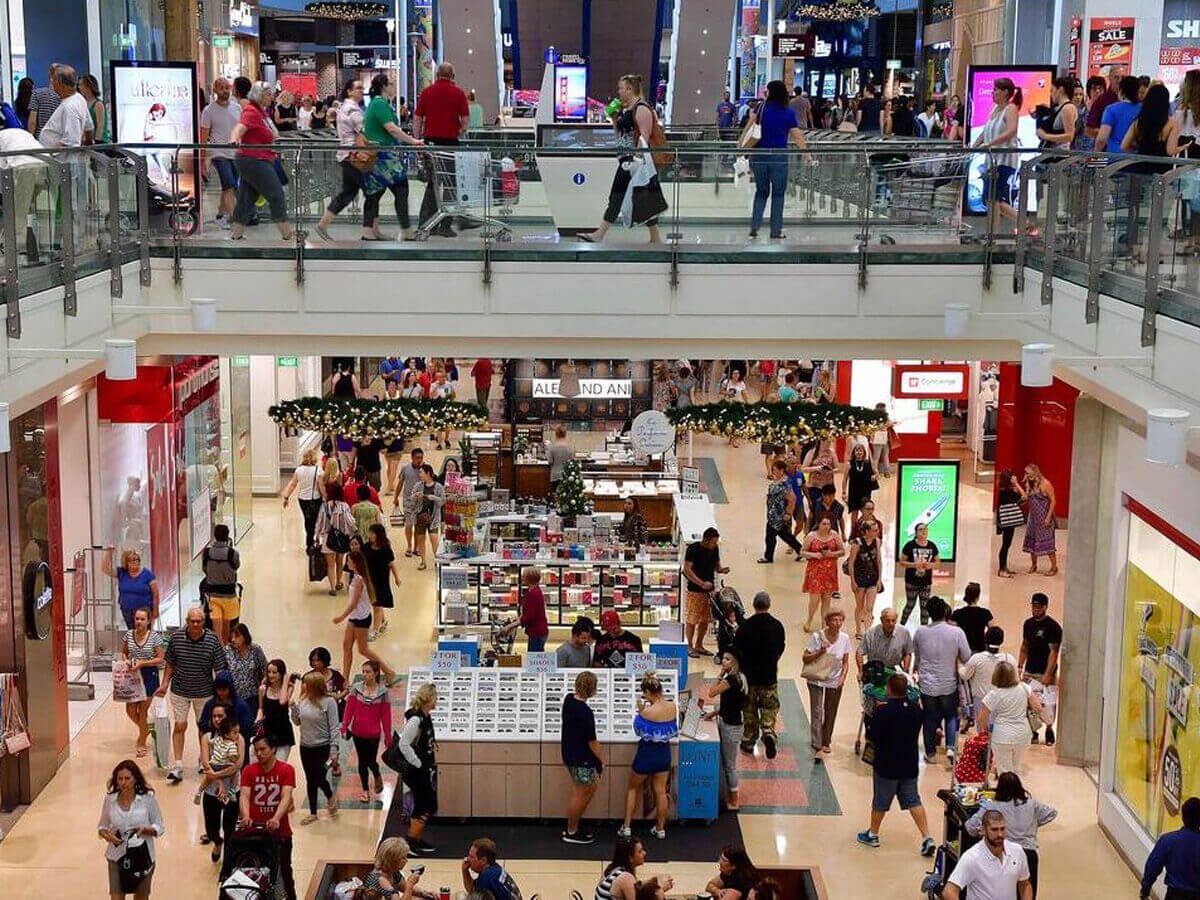
Obchodní centrum s nakupujícími.

Oniománie, také shopaholismus, je závislost na nakupování, která se stala fenoménem současné doby a počet lidí s touto závislostí neustále stoupá.[zdroj⁠?!]
„Chorobná touha po nakupování je medicínsko-psychologicky označována jako oniománie, v masových médiích se setkáváme spíše s relevantním pojmem shopaholismus.“ (Sekot, 2010)

## Charakteristikapatologickéhonakupování
„Pro patologické nakupování je charakteristické nutkání a silná touha nakupovat a tzv. tahy. Mezi jednotlivými „tahy“ jsou přestávky, a to v rozpětí od několika dní, týdnů, případně i delší.“ (Pokorný, 2003)
Takové patologické nákupní tahy vedou často k finančním problémům a zadlužení. Patologicky nakupující člověk navštěvuje obchody, aniž by věděl, co chce koupit a zda vůbec to, co kupuje, potřebuje. Shopaholik ztrácí schopnost uvážlivé a smysluplné formy pořizování věcí. Uspokojení z nakoupeného předmětu v něm nejprve způsobuje uklidnění a následně pokles úzkosti. Poté se u něj začnou objevovat pocity viny, hněvu, smutku či apatie. Zboží, které shopaholici nakoupí, někam ukládají, schovávají, jelikož je nepotřebují. (Pokorný, 2003)
Mnoho návštěvníků velkoobchodů ani nechce utratit za svůj nákup mnoho peněz, avšak obří nákupní střediska dobře znají psychologii nakupujících a mají připraveno mnoho triků a postupů, jak upoutat jejich pozornost (např. umístěním zboží, velkými nákupními vozíky, cenovými bombami atd.). (Sekot, 2010)

## Varovné signály indikující začínající oniománii (Sekot, 2010)
1. Nepřirozeně pečlivá, až úzkostlivá příprava na nakupování, kdy se člověk stará například i o to, jaké oblečení si na nákupy vezme.
2. Neschopnost odolat slevám a nejrůznějším výprodejům. Po počáteční euforii z nákupu přicházejí pocity zklamání a provinění.
3. Samotný nákup, tedy vybírání zboží v regálech a vkládání do vozíku, je doprovázen intenzivním nadšením a radostí, která se někdy může přibližovat i sexuálnímu vzrušení.
4. Člověk nakupuje zboží, které v té chvíli ani nepotřebuje, jeho pořízení neplánoval a nemá na to ani vyhrazenou částku v rozpočtu.
5. Nejčastěji nakupovaným zbožím oniomaniaků bývá nepřiměřené množství potravin, oblečení, bot, šperků a kosmetiky, ale také elektroniky, vybavení k autům a k počítačům.
6. Oniomanický člověk rád nakupuje obřadně. Pokud se k němu přidá někdo, kdo jeho vášeň nesdílí, považuje to za nepříjemné narušení.

U této závislosti jasně převažují ženy nad muži. Přičemž tendence chorobně nakupovat se zvyšuje především ve stresových situacích. (MÜHLPACHR, 2008)

## Ohrožující faktory
„Psychologové uvažují o některých faktorech, které mohou náchylnost k chorobnému nakupování zesilovat. Tak se uvažuje o velkém rozporu mezi tím, jak se člověk vnímá a jak by se chtěl vnímat (rozpor mezi reálným a ideálním).“ (Nešpor, 2007)
Například mladí muži, kteří mají malé sebevědomí, nejsou si příliš jisti v mužské roli, mohou si tyto nedostatky kompenzovat nakupováním výrazně mužských předmětů – zbraně, sportovní potřeby, elektronika atd. V tomto případě se jedná o posílení nízkého sebevědomí prostřednictvím hmotných předmětů. Ženy nejvíce utrácí za předměty související s jejich sebeobrazem - oblečení, módní doplňky, kosmetika, šperky.
Zajímavé je také zjištění, že sklon k těmto problémům má jasně sezónní charakter, nejsilnější bývá v zimním období. (Nešpor, 2007)

## Léčba
Co se týče léčby patologického nakupování, stejně jako u jiných závislostí je třeba nejprve zjistit a popsat spouštěče návykového chování a následně hledat cesty, jak přerušit chod myšlenek, chování, emocí, které vedou k návykovému chování. Využívá se různých postupů zaměřených na sebeovládání. Důležité je zaměřit se na posilování sebevědomí. Hlavní léčba spočívá v dlouhodobé psychoterapii, kdy se pacient znovu učí zacházet s penězi a postupně je vystavován rizikovým situacím (např. návštěvám velkoobchodů), dokud si není jistý, že to zvládne.
Svůj význam může mít také vytvoření realistického splátkového kalendáře, racionální přístup k zvládání finančních problémů a splácení dluhů, učit se různé způsoby, jak zvládat stres a úzkosti a to za pomoci relaxačních technik aj. (Nešpor, 2007)
Patologické nakupování může být stejně jako jiné závislosti spojeno s velkými pocity viny a zahanbení. Je důležité, aby člověk trpící touto závislostí měl možnost o svých problémech mluvit, našel pochopení, podporu a dostal i nějaká doporučení, jak problém překonat. (Sekot, 2010)